# چراغلی، داش‌کسن
چراغلی (به لاتین: Çıraqlı منطقه‌ای مسکونی در جمهوری آذربایجان است که در شهرستان داش‌کسن واقع شده‌است. چراغلی ۱۷۳ نفر جمعیت دارد.